# Monaco aux Jeux olympiques d'hiver de 2006
Cet article contient des informations sur la participation et les résultats de Monaco aux Jeux olympiques d'hiver de 2006 à Turin en Italie. Monaco est représenté par quatre athlètes.

## Médailles
|        | Médaille d'or | Médaille d'argent | Médaille de bronze | Total |
| ------ | ------------- | ----------------- | ------------------ | ----- |
| Monaco | 0             | 0                 | 0                  | 0     |

## Épreuves

### Bobsleigh
Bob à deux
- Jeremy Bottin
- Patrice Servelle

### Ski alpin
Hommes
- Olivier Jenot

Femmes
- Alexandra Coletti